# Мочаловка (приток Мурзинки)
Мочаловка — река в Свердловской области России. Устье реки находится в 3,8 км от устья по правому берегу реки Мурзинка. Длина реки составляет 10 км.

## Данные водного реестра
По данным государственного водного реестра России относится к Иртышскому бассейновому округу, водохозяйственный участок реки — Пышма от истока до Белоярского гидроузла, речной подбассейн реки — Тобол. Речной бассейн реки — Иртыш.